# 徐行可
徐行可（1507年—？），字子恕，湖廣荊州府監利縣人，軍籍，明朝政治人物。

## 生平
嘉靖二十二年（1543年）癸卯科湖廣鄉試第七十二名舉人。嘉靖二十三年（1544年）中式甲辰科會試第三百一十九名，登第三甲第一百六十七名進士。授桐乡县知县。

## 家族
曾祖徐昱；祖父徐仁壽；父徐杞，母李氏。重庆下。